# Cerapachys princeps
Cerapachys princeps é uma espécie de formiga do gênero Cerapachys.